# Colquencha
Colquencha ist eine Landstadt im Departamento La Paz im südamerikanischen Anden-Staat Bolivien.

## Lage im Nahraum
Colquencha ist zentraler Ort des Municipio Colquencha in der Provinz Aroma und liegt auf einer Höhe von 3989 m. Östlich von Colquencha erstreckt sich die weite Ebene des bolivianischen Hochlandes bis zur Serranía de Sicasica, direkt westlich des Ortes verläuft ein nord-südlich ausgerichteter Gebirgsriegel, der bis auf 4500 m ansteigt.

## Geographie
Colquencha liegt auf dem bolivianischen Altiplano zwischen den Anden-Gebirgsketten der Cordillera Occidental im Westen und der Cordillera Central im Osten. Die Region weist ein ausgeprägtes Tageszeitenklima auf, bei dem die mittleren Temperaturschwankungen im Tagesverlauf deutlicher ausfallen als im Jahresverlauf.
Die Jahresdurchschnittstemperatur der Region liegt bei 10 °C (siehe Klimadiagramm Colquencha), die Monatsdurchschnittstemperaturen schwanken nur unwesentlich zwischen 7 °C im Juni/Juli und knapp 12 °C im November. Der Jahresniederschlag beträgt etwa 500 mm, die Monatsniederschläge liegen zwischen unter 10 mm in der Trockenzeit von Mai bis August und 125 mm im Januar.

## Verkehrsnetz
Colquencha liegt in einer Entfernung von 68 Straßenkilometern südlich von La Paz, der Hauptstadt des Departamentos.
Von La Paz aus führt die asphaltierte Nationalstraße Ruta 2 in westlicher Richtung nach El Alto, von dort 39 Kilometer nach Süden die Ruta 1 bis zur Ortschaft Vilaque Copata. Von Vilaque Copata aus gelangt man über eine unbefestigte Straße nach sechzehn Kilometern in südwestlicher Richtung über Machacamarca nach Colquencha.

## Bevölkerung
Die Einwohnerzahl des Ortes ist in den vergangenen beiden Jahrzehnten um mehr als drei Viertel angestiegen:
| Jahr | Einwohner | Quelle       |
| ---- | --------- | ------------ |
| 1992 | 1751      | Volkszählung |
| 2001 | 2352      | Volkszählung |
| 2012 | 3085      | Volkszählung |
| 2024 |           | Volkszählung |

Aufgrund der historischen Bevölkerungsentwicklung weist die Region einen hohen Anteil an Aymara-Bevölkerung auf, im Municipio Collana sprechen 92,5 Prozent der Bevölkerung Aymara.